# Thomas-Morse S-5
Thomas-Morse S-5 – amerykański wodnosamolot z okresu międzywojennego, wersja rozwojowa samolotu Thomas-Morse S-4. Samoloty S-5 służyły jako samoloty obserwacyjne i szkolne w United States Navy (USN). Zbudowano tylko sześć sztuk tego samolotu.

## Historia
Jeden z S-4 został eksperymentalnie wyposażony w pływaki i był testowany jako wodnosamolot. Po próbach na jeziorze Cayuga, w roku 1918 (jeszcze w 1917 roku według innego źródła) zbudowano sześć samolotów z oznaczeniem Thomas-Morse S-5 (numery seryjne BuA-757/62) – były to samoloty w wersji S-4B wyposażone w potrójne pływaki skopiowane z wodnosamolotu Sopwitch Baby. Trójpływakowa konfiguracja z dwoma pływakami pod skrzydłami i dodatkowym pływakiem pod ogonem była rzadko spotykana.
Samoloty używane były w Naval Air Station Dinner Key. Przynajmniej jeden samolot (BuA 758) miał zmodyfikowany ogon z wyższym statecznikiem pionowym, ale z mniejszą rozpiętością statecznika poziomego.
W USN S-5 służyły jako samoloty obserwacyjne i szkolne. Doświadczenia w służbie USN pokazały, że jednomiejscowy samolot obserwacyjny nie spełniał ówczesnym wymagań Marynarki.

## Opis konstrukcji
Samoloty typu S-5 miały całkowicie konwencjonalną i standardową konstrukcję na ówczesne czasy. Dwupłaty miały konstrukcję głównie drewnianą, krytą płótnem z długimi, wąskimi skrzydłami. Górne skrzydło miało 26 stóp i sześć cali rozpiętości, a dolne 25 stóp i sześć cali (8,08 i 7,77 m), cięciwa górnego skrzydła wynosiła pięć stóp i sześć cali, a dolnego cztery stopy i trzy cale (1,67 i 1,29 m). Łącznie powierzchnia skrzydeł wynosiła 234 stopy kwadratowe, z czego 25 stóp kwadratowych było poświęconych na lotki (23,6 i 2,3 m²).
Kadłub miał konstrukcję drewnianą (świerk i jarząb) i był kryty płótnem; jedynymi metalowymi częściami konstrukcji kadłuba były aluminiowa osłona silnika i zapory ogniowej pomiędzy silnikiem a kabiną pilota.